# Mistrzostwa Świata w Kajakarstwie Górskim 2015
37. Mistrzostwa świata w kajakarstwie górskim odbyły się w dniach 15–20 września 2015 roku w Londynie. Zawodnicy rywalizowali ze sobą w dziesięciu konkurencjach.

## Medaliści
| Konkurencja:           | Złoto:                                                                                               | Srebro:                                                                                         | Brąz: |
| C-1 mężczyzn           | David Florence                                                                                       | Benjamin Savšek                                                                                 | Ryan Westley                                                                                                  |
| C-1 drużynowo mężczyzn | Słowacja · Michal Martikán · Alexander Slafkovský · Matej Beňuš                                      | Niemcy · Sideris Tasiadis · Nico Bettge · Franz Anton                                           | Słowenia · Benjamin Savšek · Luka Božič · Jure Lenarčič                                                       |
| C-2 mężczyzn           | Niemcy · Franz Anton · Jan Benzien                                                                   | Francja · Pierre Picco · Hugo Biso                                                              | Francja · Gauthier Klauss · Matthieu Péché                                                                    |
| C-2 drużynowo mężczyzn | Francja · Pierre Picco i Hugo Biso · Gauthier Klauss i Matthieu Péché · Yves Prigent i Loïc Kervella | Niemcy · Franz Anton i Jan Benzien · Robert Behling i Thomas Becker · Kai Müller i Kevin Müller | Wielka Brytania · David Florence i Richard Hounslow · Mark Proctor i Etienne Stott · Adam Burgess i Greg Pitt |
| K-1 mężczyzn           | Jiří Prskavec                                                                                        | Mateusz Polaczyk                                                                                | Michal Smolen                                                                                                 |
| K-1 drużynowo mężczyzn | Czechy · Jiří Prskavec · Vavřinec Hradilek · Ondřej Tunka                                            | Słowacja · Martin Halčin · Andrej Málek · Jakub Grigar                                          | Wielka Brytania · Richard Hounslow · Joseph Clarke · Bradley Forbes-Cryans                                    |
| C-1 kobiet             | Jessica Fox                                                                                          | Kateřina Hošková                                                                                | Núria Vilarrubla                                                                                              |
| C-1 drużynowo kobiet   | Australia · Jessica Fox · Rosalyn Lawrence · Alison Borrows                                          | Czechy · Kateřina Hošková · Monika Jančová · Tereza Fišerová                                    | Austria · Julia Schmid · Viktoria Wolffhardt · Nadine Weratschnig                                             |
| K-1 kobiet             | Kateřina Kudějová                                                                                    | Ricarda Funk                                                                                    | Melanie Pfeifer                                                                                               |
| K-1 drużynowo kobiet   | Czechy · Kateřina Kudějová · Veronika Vojtová · Štěpánka Hilgertová                                  | Wielka Brytania · Fiona Pennie · Kimberley Woods · Elizabeth Neaveá                             | Francja · Carole Bouzidi · Marie-Zélia Lafont · Émilie Fer                                                    |

## Klasyfikacja medalowa
| Miejsce | Państwo           | Złoto | Srebro | Brąz | Razem |
| ------- | ----------------- | ----- | ------ | ---- | ----- |
| 1       | Czechy            | 4     | 2      | 0    | 6     |
| 2       | Australia         | 2     | 0      | 0    | 2     |
| 3       | Niemcy            | 1     | 3      | 1    | 5     |
| 4       | Wielka Brytania   | 1     | 1      | 3    | 5     |
| 5       | Francja           | 1     | 1      | 2    | 4     |
| 6       | Słowacja          | 1     | 1      | 0    | 2     |
| 7       | Słowenia          | 0     | 1      | 1    | 2     |
| 8       | Polska            | 0     | 1      | 0    | 1     |
| 9       | Austria           | 0     | 0      | 1    | 1     |
| 9       | Hiszpania         | 0     | 0      | 1    | 1     |
| 9       | Stany Zjednoczone | 0     | 0      | 1    | 1     |